# Rendswühren
Rendswühren település Németországban, Schleswig-Holstein tartományban. Lakosainak száma 745 fő (2023. december 31.).

## Népesség
A település népességének változása:
| Lakosok száma | 621  | 766  | 767  | 765  | 752  | 745  |
|               | 1975 | 2017 | 2019 | 2021 | 2022 | 2023 |